# NGC 3088B
NGC 3088B (другие обозначения — UGC 5384, MCG 4-24-11, ZWG 123.13, PGC 28998) — галактика в созвездии Лев.
Этот объект не входит в число перечисленных в оригинальной редакции «Нового общего каталога» и был добавлен позднее.